# Maruyama Ryuhei
Maruyama "Maru" Ryuhei (japanska: 丸山隆平?, Maruyama Ryūhei), född 26 november 1983 i Kyoto, är medlem i bandet Kanjani8 som är under ledning av den japanska idolagenturen Johnny's Jimusho. Han blev medlem i Johnny's Jimusho i september 1996. Ryuhei var tidigare basist i subgruppen V-West.